# Station Steinvik
Station Steinvik is een station in Steinvik in de gemeente Stor-Elvdal in fylke Innlandet in Noorwegen. Het station aan Rørosbanen werd geopend in 1875. Steinvik werd ontworpen door Georg Andreas Bull. Reizigers die in Steinvik willen uitstappen moeten dat duidelijk aangeven bij de conducteur.